# بلوطبنگان
بلوطبنگان، روستایی از توابع بخش سوق شهرستان کهگیلویه در استان کهگیلویه و بویراحمد ایران است.

## جمعیت
این روستا در دهستان طیبی گرمسیری جنوبی قرار دارد و براساس سرشماری مرکز آمار ایران در سال ۱۳۸۵، جمعیت آن ۲۲۲ نفر (۵۴خانوار) بوده‌است.